# Dahi chutney
La Dahi chutney è una salsa indiana, molto popolare in India e Pakistan. È ottenuta mescolando una salsa chutney a base di menta e cipolle a del labaneh, una sorta di formaggio-yogurt indiano realizzato con latte di pecora. Viene solitamente servito come accompagnamento all'Hyderabadi biryani insieme alla salsa mirchi ka salan.